# Parco giardino Sigurtà

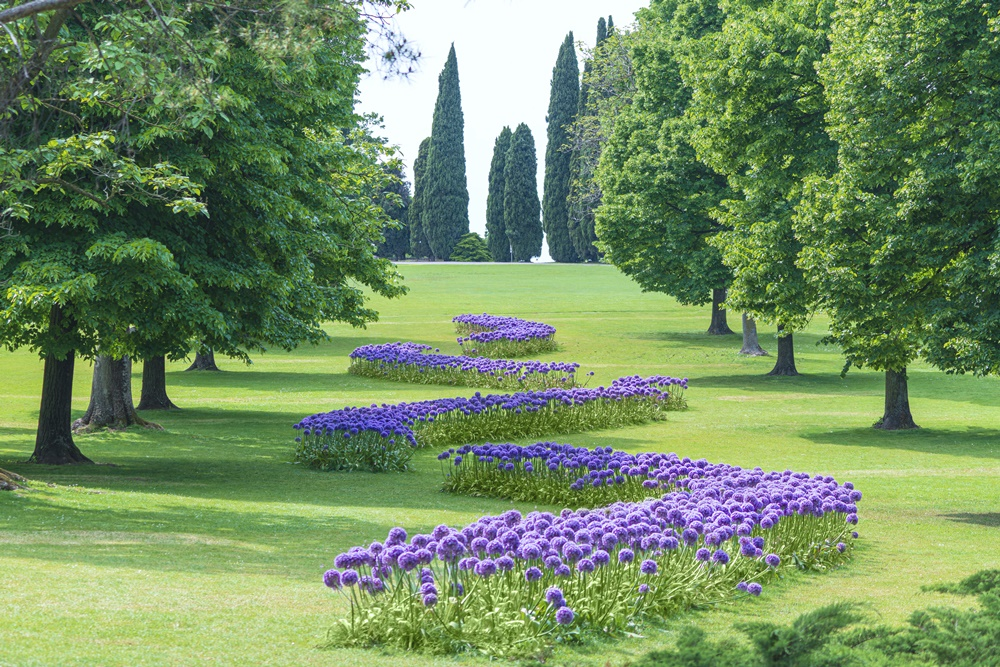
Fioritura di allium di maggio

Il Parco giardino Sigurtà è un parco naturalistico che si estende per 60 ettari a Valeggio sul Mincio, in provincia di Verona, a soli 8 km da Peschiera del Garda. Ha ricevuto prestigiosi riconoscimenti internazionali: parco più bello d'Italia nel 2013, secondo parco più bello d'Europa nel 2015 e il Garden Tourism Award come parco più bello al mondo nel 2023.
Le origini del parco risalgono al 1417, quando nasce come "brolo cinto de muro". Questo spazio storico ha attraversato secoli di evoluzione, passando dalle mani delle famiglie Contarini, Guarienti e Maffei fino alla famiglia Sigurtà, che ne ha curato la rinascita. Nel 1941, l'industriale farmaceutico Giuseppe Carlo Sigurtà acquistò la proprietà, trasformandola da un'area arida a un giardino rigoglioso. Nel 1978 il parco fu aperto al pubblico, inizialmente con la modalità "auto-guida" e, successivamente, solo per visite a piedi.

## La storia

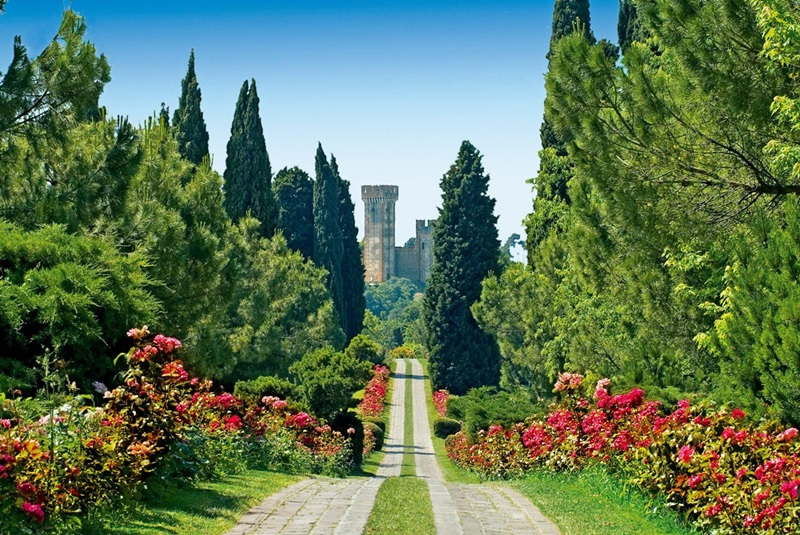
Viale delle rose

Il parco ha origine dal "brolo cinto de muro" del 1417: la parola brolo deriva dal celtico e veniva usata per indicare il luogo dove dimoravano le famiglie patrizie con i loro servitori. Si trattava di spazi strutturati in modo tale da soddisfare ogni esigenza e il sostentamento di queste piccole comunità: erano perimetrati e quindi dotati di cappella di famiglia, colombaia, stalle, scuderia, fattoria e fienile.
All'interno del brolo adibito per lo più ad allevamento e agricoltura si trovava anche il giardino, luogo ideale per permettere ai patrizi di trascorrere le ore di ozio.
Il Parco giardino Sigurtà ha mantenuto le dimensioni del brolo originario in una successione di diverse proprietà: prima la famiglia patrizia Contarini, quindi i Guarienti e, poi, i Maffei, ai quali rimarrà per duecentodieci anni.
Il poeta Ippolito Pindemonte nel 1792 soggiornerà al parco, ospitato dal marchese Antonio Maffei. Qui comporrà l'epigramma Sì dilettosa qui scorre la vita / ch'io qui scrupolo avrei darmi eremita riportato su un epitaffio all'interno del parco nel boschetto dedicato al poeta.
Una delle quattro figlie del marchese Maffei sposa il conte Filippo Nuvoloni, portando in dote il parco giardino, che così passa di proprietà dai Maffei ai Nuvoloni dopo quasi due secoli.
È proprio in questi anni che il parco accoglie i suoi ospiti più illustri: Francesco Giuseppe I d'Austria e Napoleone III di Francia.
Si dice che entrambi abbiano potuto vedere dalla collina settentrionale del parco gli sviluppi della battaglia di Solferino e San Martino.
Napoleone III occupa la villa (al tempo ancora connessa al parco) dal 25 giugno al 7 luglio 1859, pagando un affitto di 45 franchi al giorno.
Nel 1902 le due figlie di Giuseppe Nuvoloni dividono per la prima volta la proprietà in due parti. Nel 1929, comunque, la proprietà viene ricompattata e venduta a Maria Paulon, ereditiera di una facoltosa famiglia di filandieri veneti e moglie di Cesare Sangiovanni, medico originario di Vasto (provincia di Chieti) trasferitosi a Padova per i propri studi di medicina. I coniugi Paulon e Sangiovanni rimasero proprietari dell'intero complesso fino al subentro di Sigurtà. 
Nel 1941, a cinque anni dalla sua messa in vendita, l'industriale farmaceutico Giuseppe Carlo Sigurtà acquista la proprietà per 800 000 lire. Al momento dell'acquisizione, il parco si presentava arido e abbandonato, ma, grazie all'arrivo di una multa, Sigurtà scoprì che questa terra vantava del diritto di prelevare acqua dal fiume Mincio.
Grazie a questa possibilità, il parco fu riportato al suo splendore originario, tornando ad essere un giardino verde e rigoglioso sotto la direzione prima di Giuseppe Carlo Sigurtà e poi del nipote, ma anche figlio adottivo, Enzo Inga Sigurtà, professore di neuropsichiatria e artista dilettante, morto nel 2009, il quale ha a sua volta lasciato il parco in eredità ai figli Magda e Giuseppe.
Il 19 marzo 1978, in una giornata soleggiata, Giuseppe Carlo Sigurtà aprì il parco al pubblico. I primi visitatori potevano entrare solo a bordo di una vettura, in quella che al tempo veniva chiamata "auto-guida". Questa scelta cambiò radicalmente con l'avvento degli anni 2000, da quando il parco è visitabile solo a piedi.
Nel 1990 viene realizzata la meridiana orizzontale, progettata per avere una validità di 26 000 anni; nel 2011 viene inaugurato il labirinto, un esempio brillante di riqualificazione degli spazi destinati a parcheggio che venivano utilizzati quando si accedeva al parco in macchina.
Ancora oggi il parco è di proprietà della famiglia Sigurtà, la cui gestione ha portato ad importanti risultati.

## Attrazioni naturalistiche e storiche

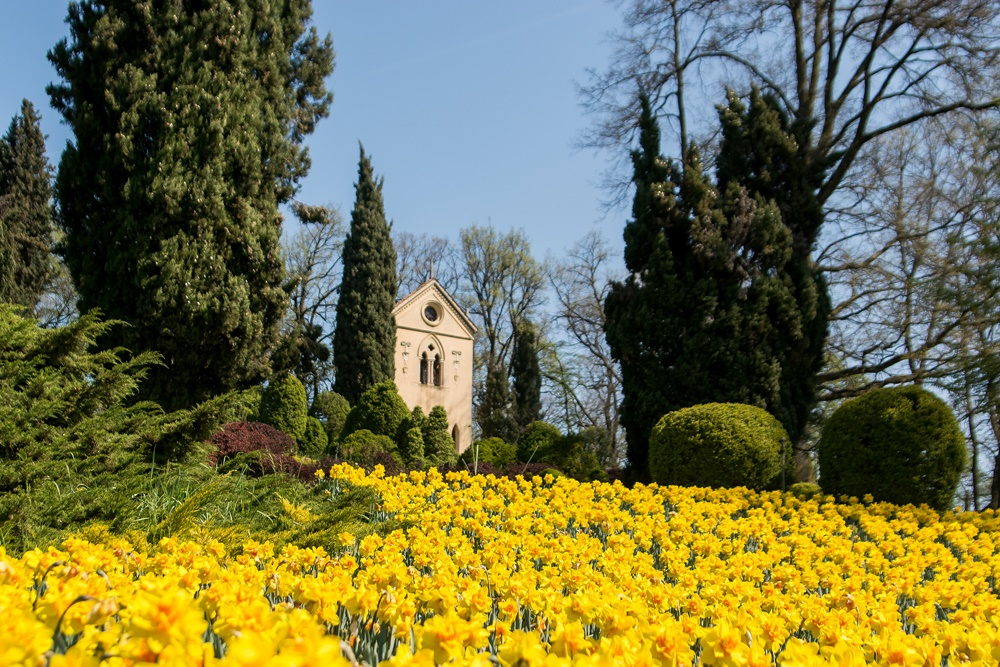
L'eremo del parco

Il Parco giardino Sigurtà offre una ricca gamma di attrazioni che lo rendono una meta ideale per amanti della natura, famiglie e turisti. 
Da maggio a settembre il viale delle rose si colora grazie a 30 000 rose rifiorenti di due varietà, la Queen Elizabeth e la Hybrid Polyantha & Floribunda, che adornano un suggestivo viale lungo un chilometro; sullo sfondo si staglia il castello scaligero di Valeggio sul Mincio, creando un effetto visivo di grande impatto.
Il labirinto, inaugurato nel 2011, è un'altra delle attrazioni più celebri. 
Gli specchi d'acqua, che includono 18 laghetti, accolgono piante acquatiche come ninfee rustiche e tropicali, giacinti d'acqua e fiori di loto, con una fioritura che raggiunge il massimo splendore tra giugno e luglio. A completare l'esperienza, gli immensi prati verdi invitano a passeggiare, rilassarsi e godere di panorami mozzafiato.
Tra le altre meraviglie si annoverano il castelletto, che conserva memorie storiche e scientifiche della famiglia Sigurtà, l'eremo neogotico, la maestosa grande quercia di oltre 400 anni e il romantico cimitero dei cani, oltre a opere di interesse come la meridiana orizzontale e la suggestiva pietra della giovinezza.

## Fioriture

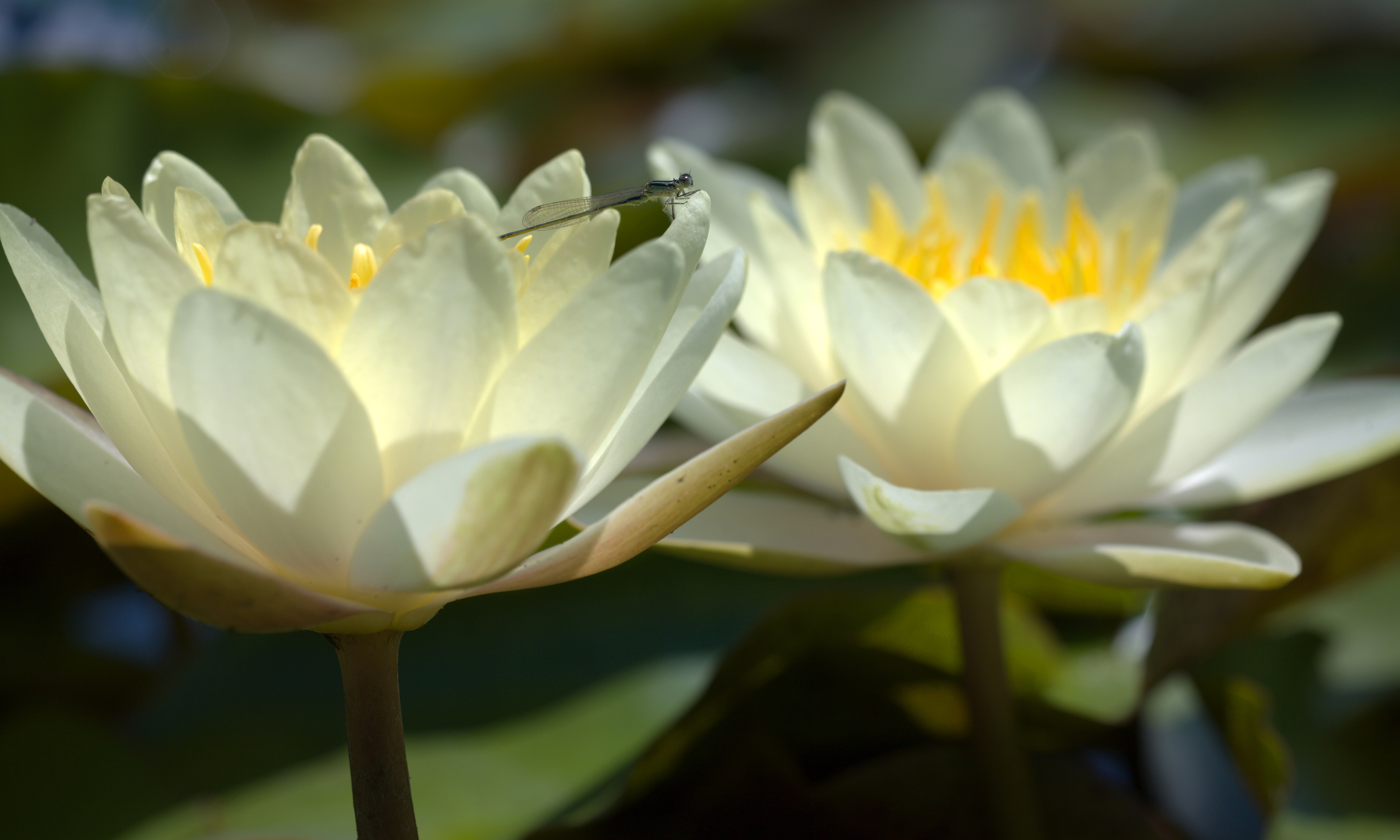
La fioritura estiva

Il Parco giardino Sigurtà fiorisce durante tutta la stagione di apertura al pubblico:
Primavera: tulipani, giacinti, narcisi, iris, peonie, rose.
Estate: girasoli, dalie e ninfee adornano i laghetti e i prati verdi.
Autunno: aster, begonie, zinnie, canna indica e altre varietà regalano calde sfumature autunnali.

## Tulipanomania

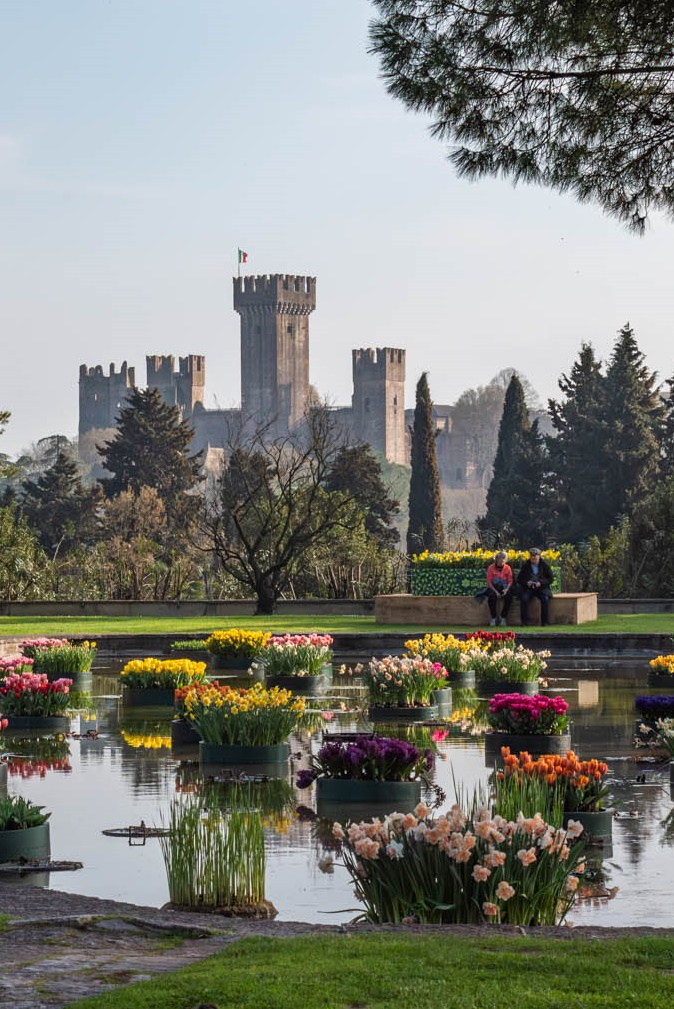
Le aiuole galleggianti di Tulipanomania

La fioritura dei tulipani del Parco giardino Sigurtà è diventata molto celebre negli anni e si considera che sia la seconda più ricca d'Europa dopo quella di Keukenhof, certamente la più imponente in Italia. Il grande afflusso di visitatori attirati da questo evento ha portato il parco a rinominare questa stagione con l'epiteto di "Tulipanomania". 
Lo studio che permette lo sviluppo di questa fioritura si rinnova ogni anno con realizzazioni uniche al mondo come le aiuole galleggianti nei giardini acquatici e nei laghetti fioriti, le panchine con narcisi e tulipani, le balconate fiorite, tulipani che anticipano o ritardano la loro tradizionale fioritura grazie a esperimenti particolari e segreti, immensi quadri composti da tulipani, la collaborazione con il territorio e il coinvolgimenti degli studenti per spingere la passione nei confronti della natura.
Tulipanomania negli anni è cresciuta molto al parco: dalla fioritura iniziale con 5 000 esemplari si è arrivati al milione, grazie allo studio e alla dedizione: l'idea è nata per introdurre colore negli immensi tappeti erbosi che si estendono per i 60 ettari del parco. Tulipanomania negli anni è divenuto un vero e proprio festival, e un punto di riferimento nel panorama nazionale: con il milione di tulipani, accompagnato a profumati giacinti, narcisi e muscari è un primato italiano ed è la fioritura più ricca dell'Europa meridionale.
Ad oggi questa fioritura attira circa 100 000 visitatori in soli due mesi (marzo e aprile) e ha già vinto importanti premi nazionali e internazionali: fioritura più bella d'Italia 2016, fioritura più bella del mondo 2019, miglior festival di tulipani al mondo 2022 e World Tulip Innovation Award 2024.

## Labirinto

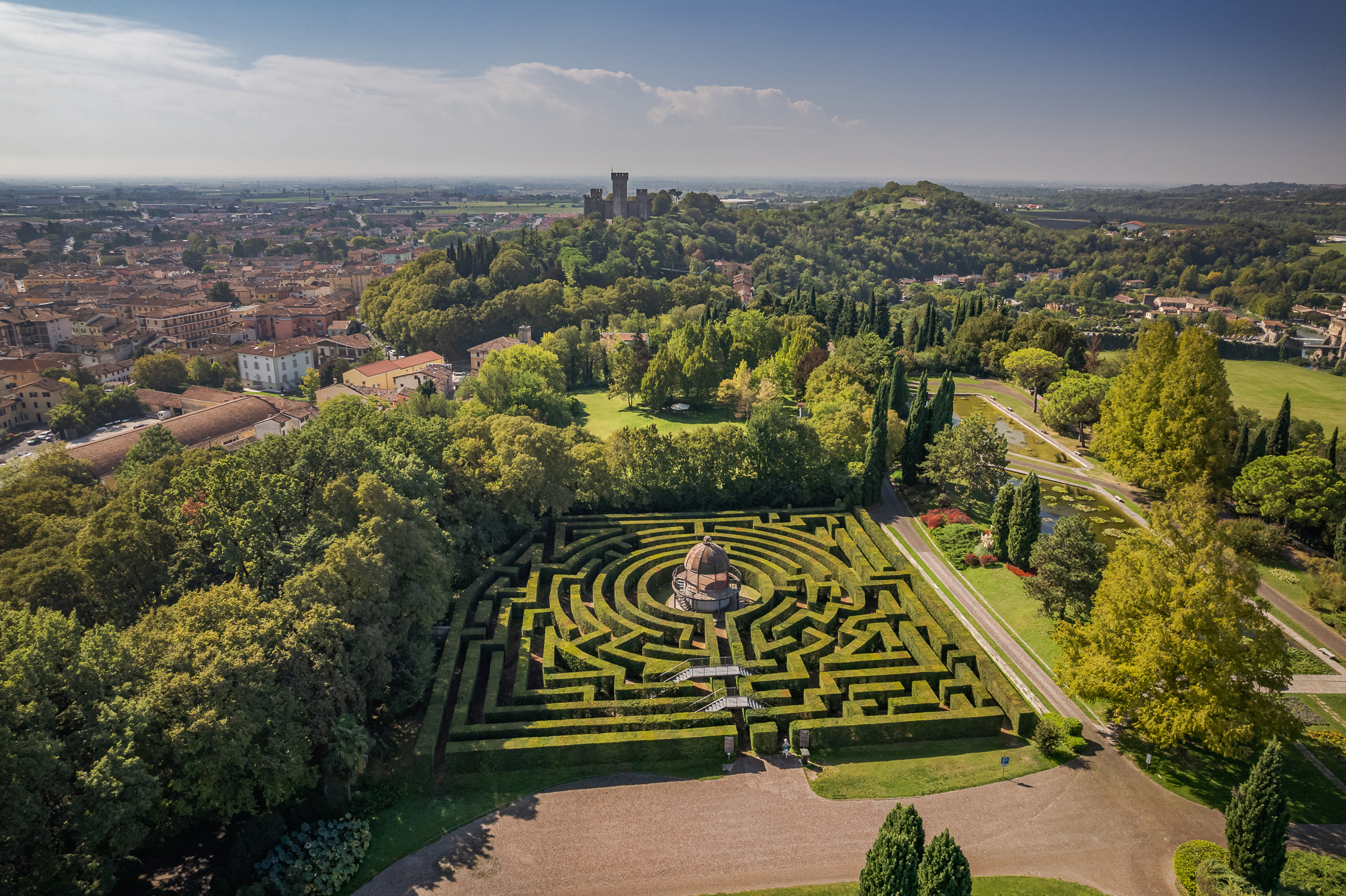
Il labirinto visto dall'alto

Il labirinto del parco è stato inaugurato nel luglio 2011. Si tratta di una composizione geometrica che ospita 1 500 esemplari di piante di Tasso alte più di due metri e si estende su una superficie di 2 500 metri quadrati. Il labirinto è stato progettato dal Giuseppe Inga Sigurtà con la collaborazione di Adrian Fisher, noto maze designer, durante il corso di sei anni: due anni di progettazione e quattro per la crescita delle piante acquistate appositamente nei Paesi Bassi. Al centro del labirinto si erge una torre, ispirata a quella del francese Bois de Boulogne. La costruzione è dotata di una cupola lignea e di due scale che permettono ai visitatori di godere della vista dell'intera geometria (da un punto di vista privilegiato) e consentono poi la discesa nel labirinto.

## Premi
2000: Miglior Parco Botanico, consegnato da Parksmania

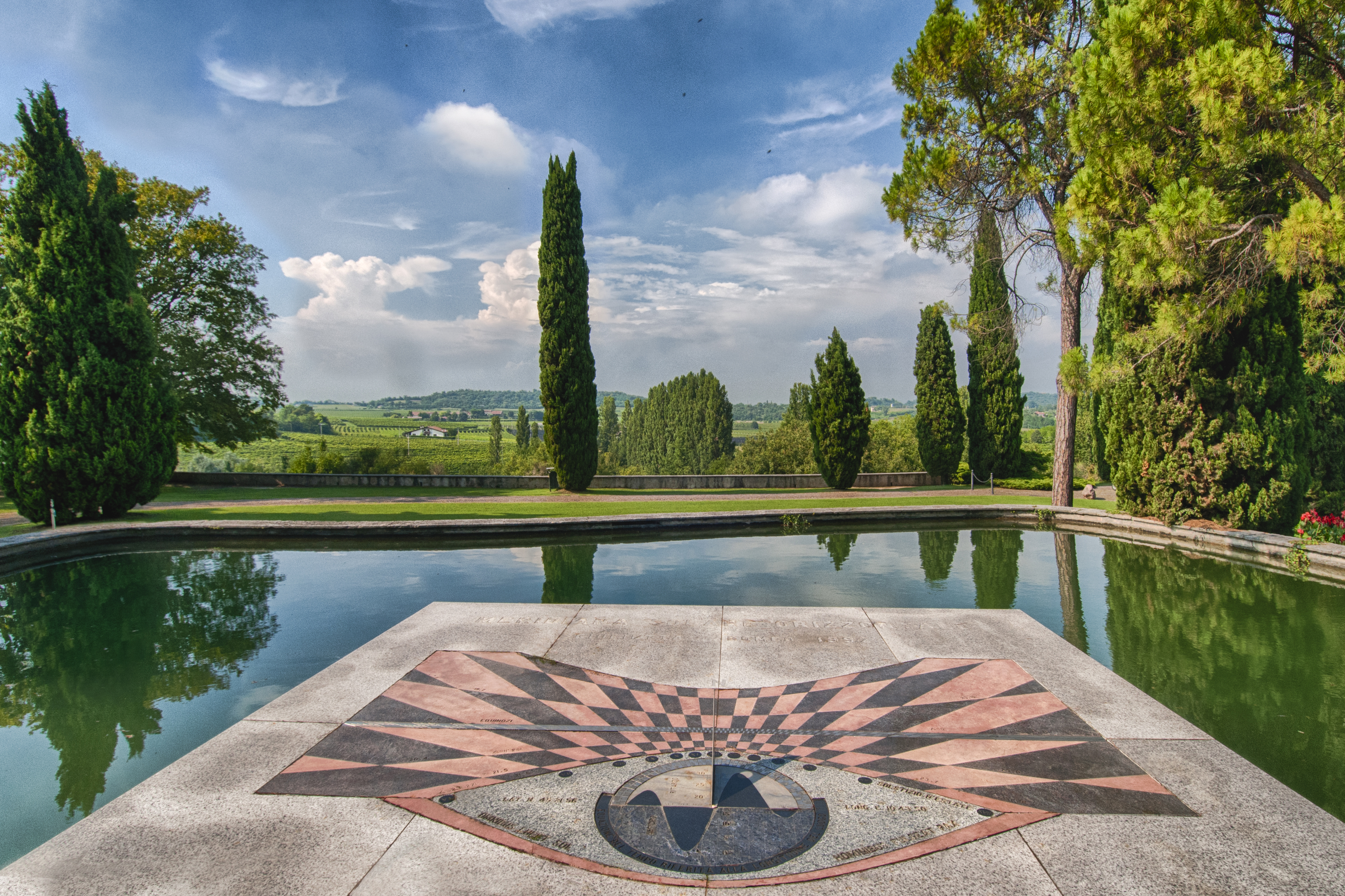
La meridiana orizzontale

2001: Miglior Parco Botanico, consegnato da Parksmania
2002: Premio per la cura del verde, consegnato da Parksmania
2003: Premio per la cura del verde, consegnato da Parksmania
2008: Premio iniziativa speciale: Musica al Parco, consegnato da Parksmania
2009: Premio per la miglior iniziativa didattica: Dal museo al parco, passeggiando tra arte e natura, consegnato da Parksmania
2009: premio «Marco Polo» istituito da Unioncamere del Veneto e dal Centro Estero delle Camere di Commercio
2011: Primo premio di Grandi Giardini Italiani consegnato al parco per l'alto livello di manutenzione, il buon governo e la cura dei giardini visitabili
2011: Premio per la miglior nuova attrazione: il labirinto, consegnato da Parksmania
2013: Parco più bello d'Italia, consegnato dal network il 'parcopiubello'
2014: Certificato Eccellenza di Tripadvisor
2015: Secondo premio europeo nella categoria "Migliore sviluppo di un parco o giardino storico", consegnato da European Garden Heritage Network (EGHN)
2015: Certificato Eccellenza di Tripadvisor

2016: La fioritura più bella d'Italia" con la fioritura di tulipani denominata Tulipanomania. Il premio viene insignito dal network il 'parcopiubello'

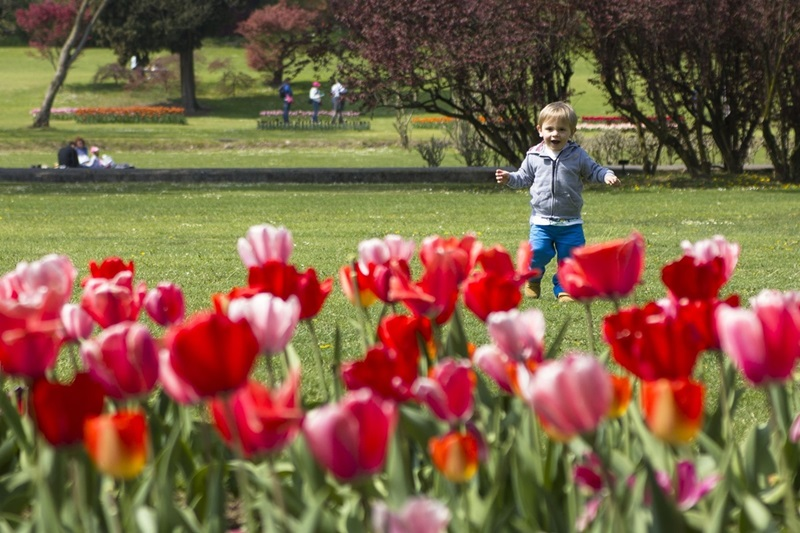
Un bambino al parco

2016: Premio Evento per la fioritura dei tulipani, consegnato da Parksmania
2016: Certificato Eccellenza di Tripadvisor
2017: Premio Giardinaggio ecologico, conferito da European Award for Ecological Gardening
2017: Certificato di Eccellenza Tripadvisor
2017: La Fondazione ANT conferisce al Parco Giardino Sigurtà il premio Eubiosia
2018: Hall of Fame Tripadvisor
2019: World Tulip Award, il parco viene premiato dalla World Tulip Society come destinazione mondiale per la fioritura dei tulipani
2020: Tripadvisor Travellers' Choice
2020: Best Attraction in Italy conferito dal sito Tiqets
2020: Best Attraction Global Winner conferito dal sito Tiqets
2021: Tripadvisor Travellers' Choice 
2022: certificazione Imprendigreen Confcommercio
2022: Premio Evento: il Gioco dell'Oca, consegnato da Parksmania
2022: Best Tulip's Festival, premiato dalla World Tulip Society
2023: Most Remarkable Venue in Italia, conferito dal sito Tiqets
2023: certificazione Imprendigreen Confcommercio
2023: L'International Garden Tourism Awards, l'inserisce nella lista dei 12 vincitori del premio "Giardini del mondo per cui vale la pena viaggiare nel 2024"
2024: World Tulip Innovation Award 
2024: certificazione Imprendigreen Confcommercio 

## Moda
Il parco è stato la location di shooting fotografici di case di moda e non solo, ad esempio negli anni: Gucci, Moschino, Liu-Jo, Cosmopolitan, Samsung, Sky, Rado, Max Mara, Bluemarine e Furla.

## Musica
Il parco ha fatto da cornice a diversi video musicali tra i quali:
- Biagio Antonacci - Convivendo
- Max Pezzali - Lo strano percorso

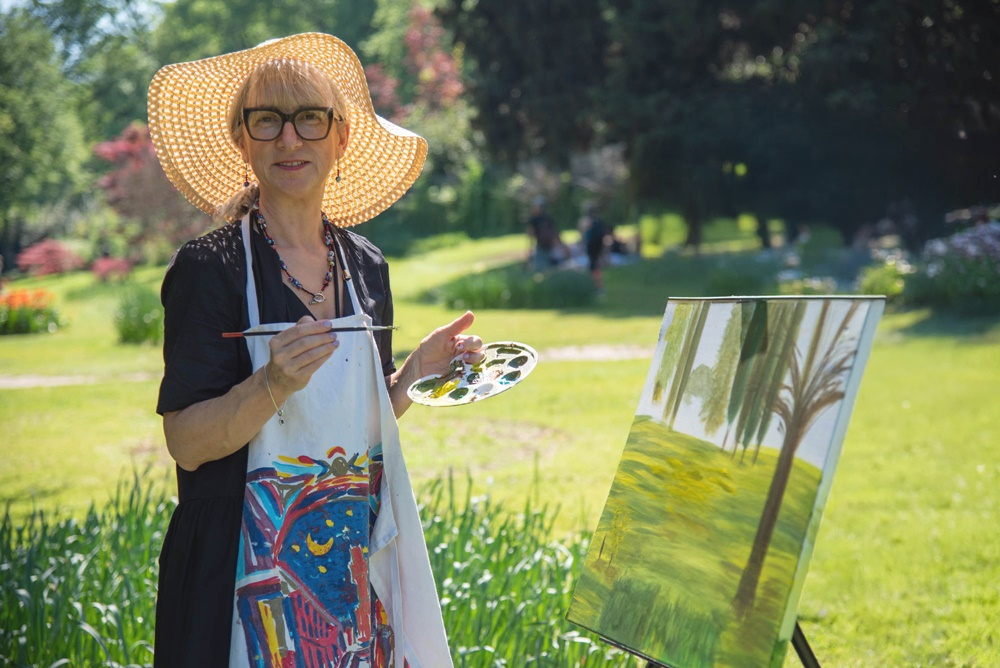
Evento di pittura en plen air

- Angelo Branduardi - Il giocatore di biliardo
- Annalisa - Sento solo il presente
- Gianni Morandi - Ultraleggero
- Chiara Galiazzo e J-Ax - Pioggia viola
- Cesare Cremonini - Giovane stupida
- Roby Facchinetti - Invisibili

## Mascotte

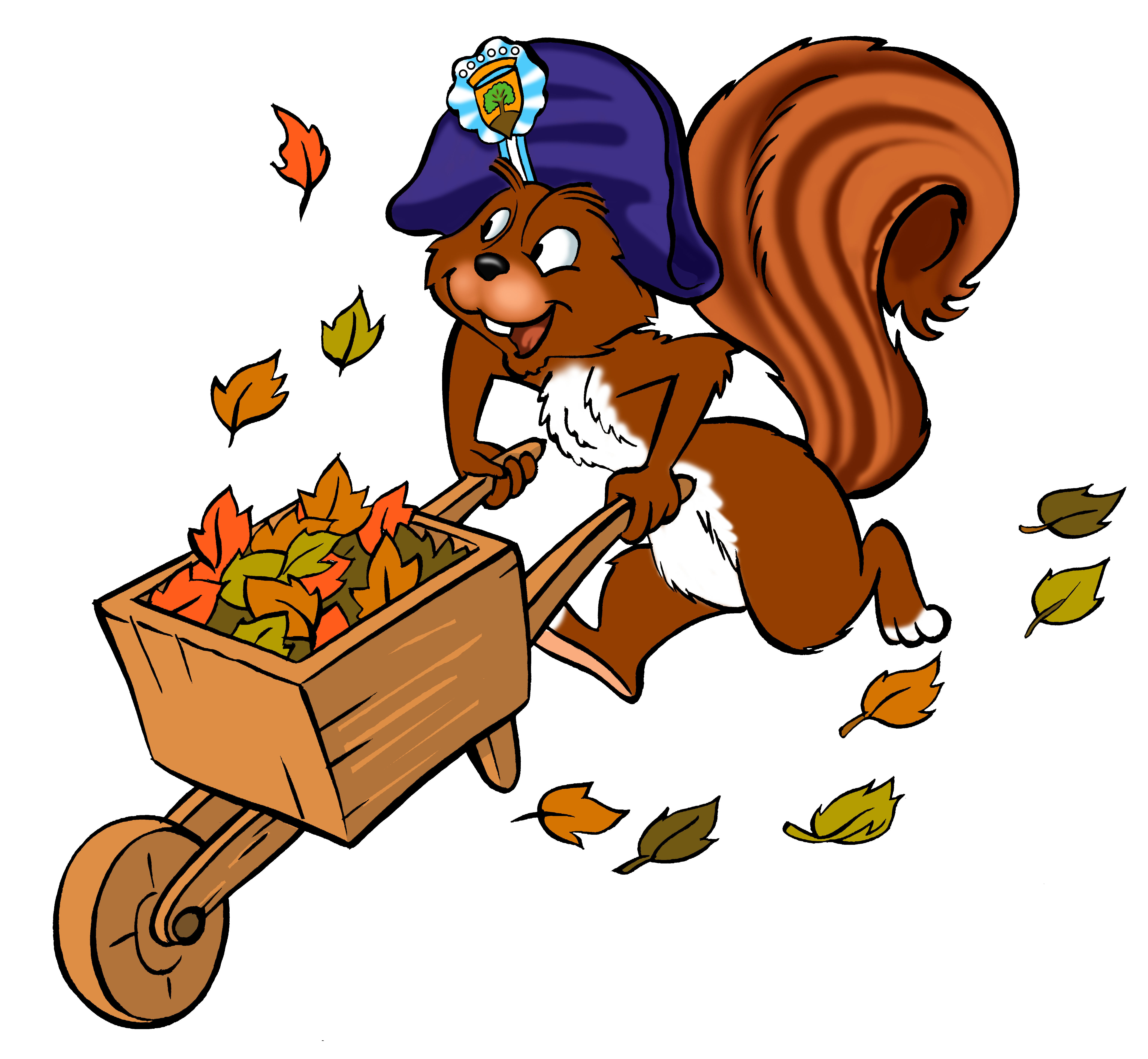
Tà, mascotte del parco

La mascotte del Parco giardino Sigurtà è uno scoiattolo di nome Tà. Nella fantasia del suo creatore questo animaletto vive all'interno del parco, nella quercia secolare che si trova sulla sommità della collina.
A questa figura è stata dedicata anche un'app gratuita che permette ai bambini di conoscere il parco attraverso una speciale caccia al tesoro.

## Galleria d'immagini

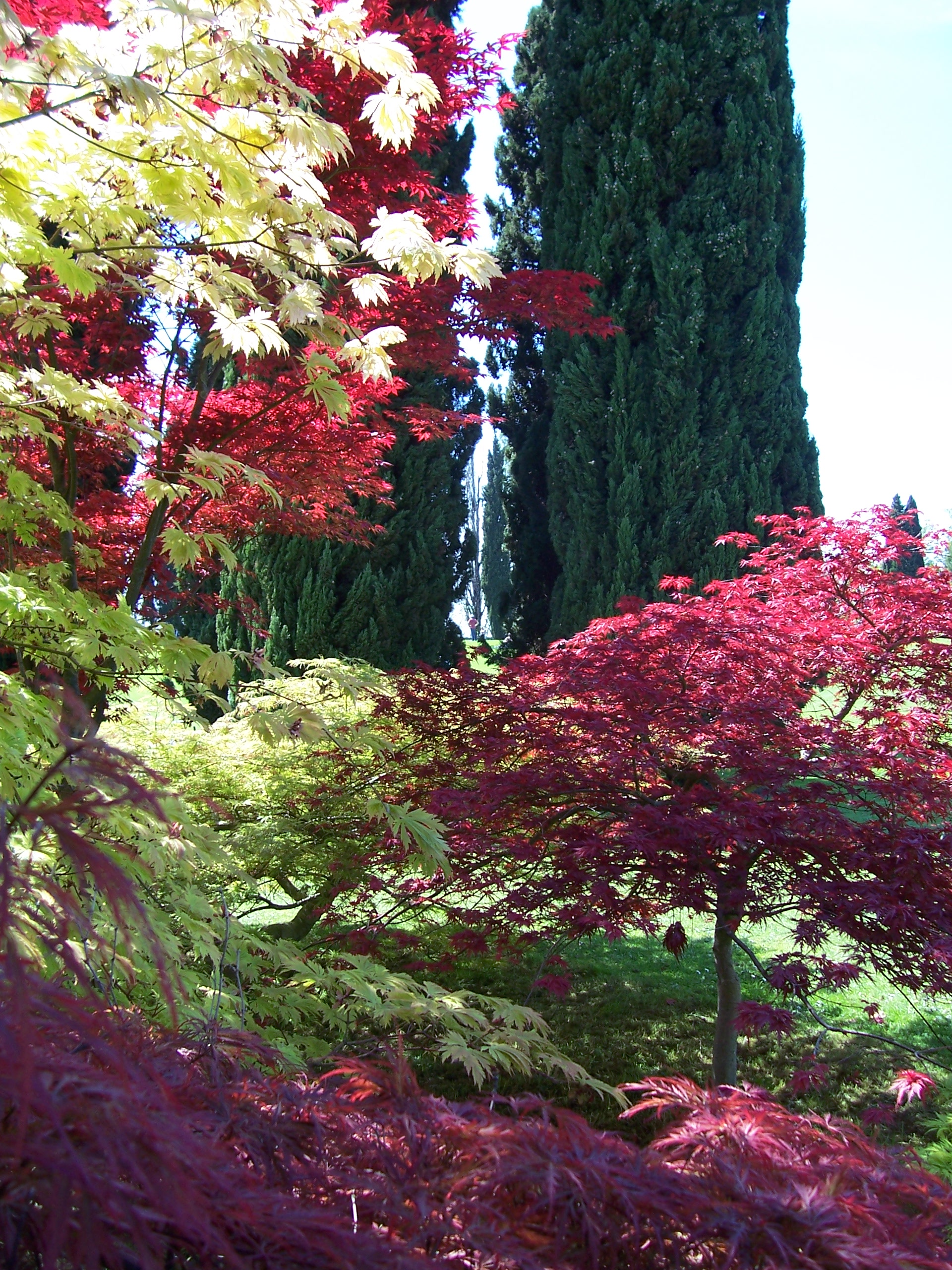
Aceri giapponesi
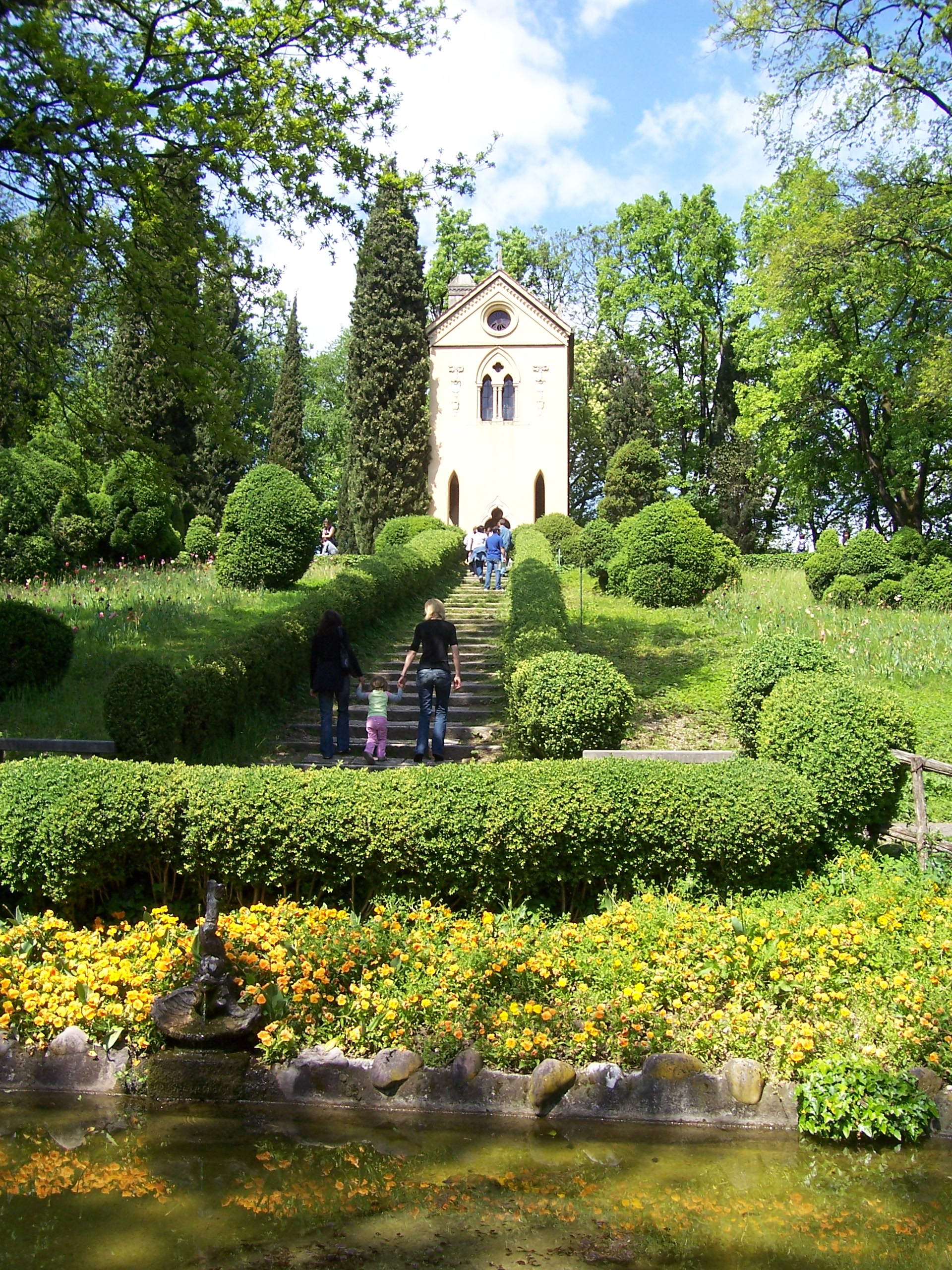
Eremo
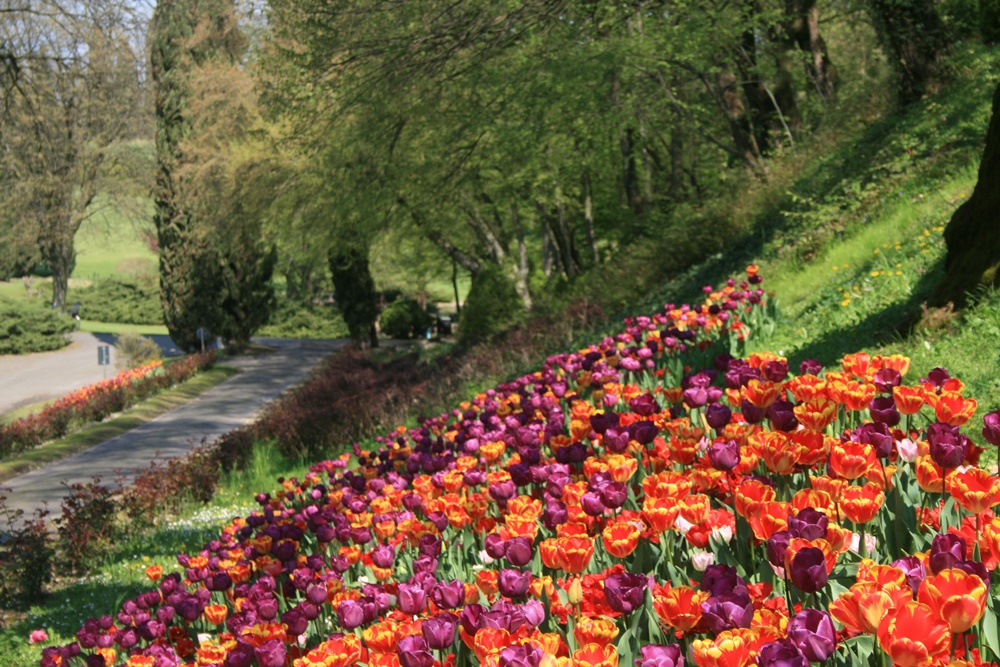
La fioritura dei tulipani

1. ↑   Riunione annuale dei Grandi Giardini Italiani nei Giardini di Castel Trauttmansdorff, su Provincia di Bolzano, 21 luglio 2011. URL consultato il 6 novembre 2024.
2. ↑  (EN) Best development of a historical park or garden, su eghn.org. URL consultato il 12 novembre 2022.
3. ↑  (EN) WINNERS OF THE 2023 INTERNATIONAL GARDEN TOURISM AWARDS, su International garden tourism. URL consultato il 6 novembre 2024.